# Server Message Block
Server Message Block (SMB) es un protocolo de red que permite compartir archivos, impresoras, etcétera, entre nodos de una red de computadoras que 
usan el sistema operativo Microsoft Windows.
Este protocolo pertenece a la capa de aplicación en el modelo TCP/IP.
Se utiliza principalmente en computadoras con los sistemas operativos Microsoft Windows y DOS.
SMB fue desarrollado originalmente por IBM, pero la versión más común es la modificada ampliamente por Microsoft.
En 1998, Microsoft propuso una implementación de SMB cambiándole el nombre a Common Internet File System (CIFS) y añadió más características, que incluyen: soporte para enlaces simbólicos, enlaces duros (hard links), y mayores tamaños de archivo. Hay características en la implementación SMB de Microsoft que no son parte del protocolo SMB original.
Los servicios de impresión y el SMB para compartir archivos se transformaron en el pilar de las redes de Microsoft. Con la presentación de la serie Windows 2000, Microsoft cambió la estructura de incremento continuo para el uso del SMB. En versiones anteriores de los productos de Microsoft, los servicios de SMB utilizaron un protocolo que no es TCP/IP para implementar la resolución de nombres de dominio. Comenzando con Windows 2000, todos los productos subsiguientes de Microsoft utilizan denominación Domain Name System (DNS). Esto permite a los protocolos TCP/IP admitir directamente el compartir recursos SMB.
También existe Samba, que es una implementación libre del protocolo SMB con las extensiones de Microsoft. Funciona sobre sistemas operativos GNU/Linux y en otros UNIX.

## Vulnerabilidades
El exploit de una vulnerabilidad supuestamente creado por la NSA llamado EternalBlue fue utilizado en el ataque mundial de ransomware con WannaCry del 12 de mayo de 2017.